# Железнодорожный транспорт в Монако
Княжество Монако имеет одну действующую железнодорожную станцию — Монако — Монте-Карло, которая является частью линии Марсель — Вентимилья. Станция была открыта в 1867 году, но полностью перестроена в 1999 году. Протяжённость железных дорог в пределах княжества составляет 1,7 км (1,1 миль).

## История

### Обзор
Изначально в княжестве было две станции на линии Марсель — Ницца — Вентимилья: Монако и Монте-Карло. В 1950-х годах был построен новый тоннель через холмы за Монте-Карло, что привело к закрытию станции Монте-Карло. После этого станция Монако была переименована в Монако — Монте-Карло.
В 1990-х годах железнодорожная линия была полностью перенесена под землю. Новая подземная станция заменила старую наземную. Современная станция Монако — Монте-Карло была открыта 7 декабря 1999 года.

### Закрытые линии
Зубчатая железная дорога от Ла-Тюрби до Монте-Карло через Босолей действовала с 1894 по 1932 год, со станцией Монте-Карло, обслуживавшей княжество.
Также в Монако с 1898 по 1931 год существовала трамвайная система, первая линия которой соединяла площадь д’Арм с Сен-Роман.

## Система
Монако не имеет собственного железнодорожного оператора; все перевозки осуществляются французской компанией SNCF. Поезда SNCF отправляются со станции Монако — Монте-Карло каждые 15 минут в течение дня, но ночью движение прекращается.
Станция расположена на границе Монегетти (Монако) и Босолей (Франция), рядом с административным районом Сен-Мишель.

## Железнодорожные станции
В таблице перечислены действующие и закрытые станции Монако:
| Станция                                | Линия                        | Открытие | Закрытие  | Расположение                   |
| -------------------------------------- | ---------------------------- | -------- | --------- | ------------------------------ |
| Монако — Монте-Карло                   | Марсель — Ницца — Вентимилья | 1999     | действует | 43°44′19″ с. ш. 7°25′09″ в. д. |
| Монте-Карло (зубчатая железная дорога) | Ла-Тюрби — Монте-Карло       | 1894     | 1932      | 43°44′29″ с. ш. 7°25′30″ в. д. |
| Монте-Карло (SNCF)                     | Марсель — Ницца — Вентимилья | 1868     | 1958      | 43°44′19″ с. ш. 7°25′44″ в. д. |
| Монако                                 | Марсель — Ницца — Вентимилья | 1868     | 1999      | 43°43′57″ с. ш. 7°25′02″ в. д. |